# وزارت فرهنگ عربستان سعودی
وزارت فرهنگ عربستان سعودی (به عربی: وزارة الثقافة) یک سازمان دولتی در عربستان سعودی است که در ژوئن ۲۰۱۸ گشایش یافته که مسئول جنبه‌های مختلف فرهنگ سعودی است. بدر بن عبدالله بن فرحان نخستین وزیر در این وزارت‌خانه می‌باشد. 

## تاریخچه
در سال ۱۹۶۲ میلادی وزارت آگاهی با مسئولیت آگاهی و رسانه ایجاد شد که در سال ۲۰۰۳ میلادی نام آن به وزارت فرهنگ و آگاهی تغییر کرد. در ۱ ژوئن ۲۰۱۸ وزارت فرهنگ از وزارت رسانه جدا شد.